# Лофур суматранський
Лофур суматранський (Lophura inornata) — вид куроподібних птахів родини фазанових (Phasianidae). Ендемік Індонезії.

## Поширення
Lophura inornata є ендеміком острова Суматра. Це житель гірських вологих лісів приблизно від 600 до 2200 м, більшість спостережень походить від приблизно 800 м і вище. Схоже, він віддає перевагу первинним, невирубаним лісам, але також часто відвідує порушені та деградовані середовища проживання в безпосередній близькості від первинного лісу.

## Підвиди
- L. i. inornata (Salvadori, 1879), південь Суматри;
- L. i. hoogerwerfi (Chasen, 1939), північ Суматри. Раніше вважався окремим видом.

## Опис
Довжина самця становить 45—60 см, з яких 15—20 см припадає на хвіст, вага 1000—1200 г. Самиця трохи менша: 45—55 см в довжину, з яких 15—20 см припадає на хвіст, при вазі 800—1000 г. У птаха немає гребінця. Він має досить короткий, округлий і злегка ступінчастий хвіст, що складається з 14 кермових. Дзьоб чистий, зеленувато-білого кольору. Райдужка помаранчево-червона, у самиці коричневіша. Оголена шкіра навколо очей жовтувато-зелена, з невеликою жовтою плямою позаду ока. Лицьові карункули яскраво-червоні. Ноги мають зеленувато-сірий відтінок і у самців оснащені шпорами. Статі відрізняються один від одного. У дорослого самця оперення майже повністю чорно-блакитне. Більшість пір'я тіла та шиї чорні з широкою сталево-блакитною бахромою. Черево, анальна область, пір'я крил і хвіст тьмяно-чорні. Доросла самиця майже повністю червонувато-коричнева. Кожна пір'їнка дрібно вкрита чорним кольором зі світлою відмітиною та червоною смугою. Горло світло-коричневе. Хвіст чорно-бурий.

## Спосіб життя
Живуть птахи парами або невеликими групами. Це дуже потайливі птахи, які ведуть затишне існування під покровом густого лісу і швидко тікають крізь підлісок при найменших ознаках небезпеки. Самиці ще більш лякливі та недовірливі, ніж самці. Має переважно вегетаріанську дієту. У вмісті шлунка виявлено мигдаль та різні види горіхів. У національних парках споживає розкидані крихти та залишки їжі, покинуті відвідувачами та туристам.
Моногамний вид. Під час шлюбного періоду, на світанку, самець починає видавати серію криків, які можна визначити як щось середнє між сміхом і кудахканням курки, коли вона кличе до себе своє потомство. Тим часом кільця під очима та маленька жовта цятка за очима стають помітнішими. Потім він починає токування, під час якого демонструє свої червоні карункули та починає несамовито махати крилами. Він стає навшпиньки і повільно слідує за самицею у всіх її рухах. Досі у природі жодного разу не було виявлено гніздо номінального підвиду, тоді як одне, що належить до форми hoogerwerfi, було знайдено в лютому 1979 року на висоті 1800 метрів над рівнем моря. У неволі самиці номінального підвиду відкладають 2 шоколадно-коричневі яйця, які вони висиджують протягом 22 днів.